# Деловая девушка
«Деловая девушка» или «Деловая женщина» (англ. Working Girl; дословно — «Работающая девушка») — кинофильм режиссёра Майка Николса, вышедший на экраны в 1988 году. Картина получила премию «Оскар» в номинации «лучшая музыка» и четыре премии «Золотой глобус». Отзывы критики также были в целом позитивные.

## Сюжет
Тэсс МакГилл — умная и амбициозная девушка, не лишённая деловой хватки, с экономическим образованием, полученным в вечернем университете. Её цель: переместиться по служебной лестнице из секретариата на руководящий пост. Ей уже исполнилось 30 лет, а её мечта остаётся до сих пор неосуществлённой: в мир, где предпочтение отдаётся людям с высшим образованием, полученным в университетах Лиги плюща, Тэсс, жительница Джерси, происходящая из рабочего класса, несмотря на свои таланты и хватку, пробиться не может. Поэтому её способности чаще всего эксплуатируют без какой-либо отдачи. Это приводит к увольнениям, как в последнем случае: её шеф отправил её на собеседование к своему приятелю якобы с целью получения интересной работы, а на самом деле знал, что приятель просто ищет компанию на вечер — разгневанная Тэсс пишет в корпоративной сети все, что она думает о начальнике, и теряет работу. 
После такого скандала найти место трудно, но симпатизирующая Тэсс рекрутерша обещает помочь «в последний раз»: и Тэсс получает место секретаря у Кэтрин Паркер, руководителя отдела в крупной консалтинговой компании. Кэтрин происходит из обеспеченной нью-йоркской семьи, она окончила престижный частный колледж, затем хороший университет. Также она элегантна, свободно говорит на нескольких языках... Тэсс льстит, что при всем при этом Кэтрин поощряет её делиться любыми разумными идеями с целью помочь ей выбиться в люди. Тогда как даже Микки, многолетний бойфренд Тэсс, не поддерживает девушку в её амбициях, с Кэтрин, кажется, можно говорить обо всём.
Однажды Тэсс приходит к начальнице с проектом организации сделки: компания Trask, один из клиентов фирмы, объявляет о планах по инвестиции в СМИ и подразумевается, что это должно быть телевидение, однако Тэсс, анализируя рынок и законодательство, думает, что стоит предложить проект в сфере радио, что будет выгоднее.
Кэтрин говорит, что поможет, и Тэсс начинает чувствовать, что удача наконец-то улыбнулась ей, однако, когда Паркер ломает ногу на каникулах в Европе, Тэсс, выполняя бытовые поручения начальницы по организации уборки и химчистки в её элегантной квартире, обнаруживает, что Кэтрин планирует украсть эту идею: она оставляет заметки с указанием «не через Тэсс» по конкретному проекту сделки. Тэсс расстроена, она видит, что её снова эксплуатируют. В тот же вечер, вернувшись домой, она застает Мика в постели с другой женщиной...
Собравшись с силами, Тэсс решает, что раз всё уже так плохо, то можно рискнуть и либо, наконец-то, выиграть, либо — хуже уже не будет.
...В своих записях Кэтрин упоминала сотрудника другой консалтинговой компании, Джека Трэйнера, который специализируется на сделках в сфере СМИ. Тэсс связывается с ним, ссылаясь на то, что контактом поделилась Кэтрин, представляется руководителем проектов и предлагает встретиться, чтобы обсудить бизнес-идею.
Также она меняет имидж, избавляясь от вульгарной прически и заимствует несколько нарядов из стильного гардероба Кэтрин. А для того, чтобы встреча с Трэйнером прошла лучше, Тэсс решает познакомиться с ним накануне в непринужденной обстановке на деловом банкете, опять же позаимствовав приглашение Кэтрин. 
Нервничая в роли самозванки, Тэсс принимает успокоительное и на вечеринке от нескольких глотков алкоголя ей становится плохо. Ей помогает выбраться с приема случайный привлекательный мужчина, который, видя, что Тэсс теряет сознание, везет её к себе домой и укладывает спать... Очнувшись утром в чужой квартире и в чужой постели Тэсс думает, что переспала с симпатичным незнакомцем, ужасно смущается и сбегает до того, как он проснулся.
Через несколько часов она приходит на встречу с Трейнером и узнает в нём того самого мужчину, с которым провела ночь... Сконфуженная Тэсс слабо презентует свою идею коллегам Трейнера и, почти деморализованная, возвращается в кабинет Кэтрин... Неожиданно на пороге этого самого кабинета появляется Джек Трейнер и предлагает совместную работу, также уверив Тэсс, что ночью между ними ничего не было и он скрыл свою фамилию, потому что хотел просто пообщаться с красивой женщиной, а не говорить о делах... Тэсс и Джек начинают работать вместе, при этом Джек уверен, что Тэсс руководитель и коллега Кэтрин: Синтия, подруга Тэсс, работающая в той же конторе, соглашается изобразить её «секретаря» и поддержать её образ в глазах Трейнера.
Джек и Тэсс проводят вместе несколько дней. Они находят в южных штатах сеть радиостанций, отвечающую требованиям компании Trusk и готовят презентацию. Остается лишь представить свой проект, но бюрократия Trusk всем известна, на это может уйти месяцы, и тогда Тэсс вовлекает Джека в авантюру: они без приглашений проникают на свадьбу дочери самого Орена Траска, где ненавязчиво знакомится с владельцем копании и рассказывают о своей идее. Таким образом, Джек и Тэсс презентуют свой проект сразу через первое лицо и он получает одобрение. Сделка начинает готовиться с головокружительной скоростью... Кроме того, между Джеком и Тэсс вспыхивает роман. Джек признается, что у него до Тэсс была интрижка с Кэтрин Паркер...
Все происходящее так захватывает Тэсс, что когда на вечеринке по случаю помолвки Синтии раскаявшийся Микк прилюдно просит у неё прощения и делает предложение, она испытывает только недоумение. Кажется, ещё немного и несуразная жизнь без просвета останется в прошлом: перед Тэсс, наконец, начинает брезжить первый серьезный результат в карьере, с помощью которого она может претендовать на позиции в менеджменте, а не секретариате, а измена Микка на фоне серьезного чувства к Джеку, с которым её объединяет родство интересов, уже не волнует девушку.
Неожиданно из Европы прилетает Кэтрин. Это происходит как раз в день завершения сделки между компанией Trusk и сетью радиостанций Metro. Тэсс удается вырваться на сделку, но в распоряжение Кэтрин попадает её ежедневник, из которого она узнает, что Тэсс работает с Трейнером и реализует идею сделки для Trusk. Кэтрин впадает в ярость, и это она ещё не знает о личных отношениях Джека и Тэсс... В итоге на последнее совещание по сделке врывается разъяренная мисс Паркер и прилюдно обвиняет Тэсс в том, что её секретарша украла её бизнес-идею. Обвиненная в нарушении деловой этики и неспособная защитить себя Тэсс вынуждена покинуть поле боя. Кэтрин же с присущей ей светской манерой берет все в свои руки и занимает место рядом с потрясенным Трейнером.
...на следующий день уволенная в очередной раз Тэсс прощается с работниками офиса, когда в нем появляется делегация во главе с Кэтрин, Траском и Джеком... Неожиданно Джек подходит к Тэсс и, несмотря на то, что она в запальчивости ругается с ним, говорит, что верит в неё, в то, что это была её идея... При поддержке Джека Тэсс получает несколько минут наедине с мистером Траском и рассказывает, как у неё родилась идея, что послужило импульсом для неё и даже предъявляет доказательства... Тэсс объясняет свое поведение тем, что секретаршу никто не воспринимает всерьез и даже если она предлагает блестящий проект, её начальник может украсть его и никто секретарше не поверит. Поэтому она решила нарушить правила и наконец-то прорваться наверх... Когда появляется Кэтрин, мистер Траск обращается к ней с просьбой рассказать свою версию возникновения идеи сделки для его компании. Но Кэтрин нечего рассказывать. Присутствующим становится очевидно, что идея все-таки принадлежала Тэсс и украсть её хотела именно Кэтрин... Орен Траск разрывает сотрудничество с мисс Паркер и делает предложение Тэсс работать в его компании. Тэсс согласна начать «с любой должности»...
Через несколько дней она прибывает в офис компании Trusk и готовится занять очередную позицию в секретариате... Но неожиданно выясняется, что на этот раз её «начальный уровень» — долгожданная руководящая позиция, свой кабинет и личный секретарь... Она прорвалась.

## В ролях
| Оценки критиков | Оценки критиков |
| Источник        | Оценка          |
| --------------- | --------------- |
| AllMovie        | [ 3 ]           |
| Smash Hits      | без оценки      |

- Мелани Гриффит — Тэсс Макгилл
- Харрисон Форд — Джек Трэйнер
- Алек Болдуин — Мик Дуган, бойфренд Тэсс
- Сигурни Уивер — Кэтрин Паркер
- Джоан Кьюсак — Синтия, подруга и коллега Тэсс
- Филип Боско — Орен Траск, миллиардер
- Олимпия Дукакис — Рут, менеджер по персоналу
- Оливер Платт — Дэвид Лутц, начальник Тэсс на предыдущем месте работы
- Кевин Спейси — Боб Спек, приятель Дэвида Лутца
- Дэвид Духовны — приятель Тэсс на вечеринке по случаю дня рождения
- Джеффри Нордлинг — Тим Рурк

## Награды и номинации
- 1989 — премия Оскар за лучшую оригинальную песню (Let the River Run, Карли Саймон), а также 5 номинаций: лучший фильм (Дуглас Вик), лучший режиссёр (Майк Николс), лучшая актриса (Мелани Гриффит), лучшая актриса второго плана (Сигурни Уивер и Джоан Кьюсак).
- 1989 — 4 премии «Золотой глобус»: лучший фильм — комедия или мюзикл, лучшая актриса в комедии или мюзикле (Мелани Гриффит), лучшая актриса второго плана (Сигурни Уивер), лучшая оригинальная песня (Let the River Run, Карли Саймон); а также две номинации — лучший режиссёр (Майк Николс) и лучший сценарий (Кевин Уэйд).
- 1989 — номинация на премию Гильдии режиссёров США за лучшую режиссуру — Художественный фильм (Майк Николс).
- 1989 — номинация на премию Гильдии сценаристов США за лучший оригинальный сценарий (Кевин Уэйд).
- 1990 — премия «Гремми» за лучшую песню, написанную для кино или телевидения (Let the River Run, Карли Саймон).
- 1990 — три номинации на премию BAFTA: лучшая актриса (Мелани Гриффит), лучшая актриса второго плана (Сигурни Уивер), лучшая оригинальная музыка (Карли Саймон).